# Paolo Pucci
Paolo Pucci (Roma, 21 aprile 1935) è un ex pallanuotista e nuotatore italiano, specializzato nelle distanze brevi dello stile libero; è stato il primo nuotatore italiano vincitore di un campionato europeo nel 1958.

## Carriera
Come era normale al tempo, era contemporaneamente nuotatore e pallanuotista, militando nelle file della Lazio almeno dal 1953: nella pallanuoto vanta un secondo posto nel campionato italiano 1955 e uno scudetto nel 1956. Ha giocato in nazionale nello stesso periodo, vincendo l'oro ai Giochi del Mediterraneo 1955 e partecipando ai Giochi olimpici di Melbourne 1956, dove l'Italia si è piazzata quarta. Ha partecipato poi agli Europei di Budapest nel 1958, ottenendo ancora il quarto posto.
Sempre ai Giochi del 1956 ha debuttato nella nazionale di nuoto, stabilendo il primato italiano nella batteria dei 100 m stile libero con 58"3 per poi essere eliminato in semifinale. L'anno dopo ha migliorato il primato e vinto il suo primo titolo nazionale, sempre nei 100 m stile libero. La sua annata migliore però è stata il 1958, anno in cui ha dominato lo sprint italiano nei 100 e 200 m stile libero vincendo tutti i campionati disputati e ottenendo tre medaglie agli Europei di Budapest, vincendo l'oro nei 100 m stile libero e stabilendo anche il nuovo primato europeo con il tempo di 56"1 ottenuto in semifinale. Con la staffetta 4×200 m stile libero ha vinto inoltre l'argento nuotando con Federico Dennerlein, Paolo Galletti e Angelo Romani, e con la 4×100 m mista il bronzo ottenuto con Gilberto Elsa, Roberto Lazzari e Dennerlein.
Anche il 1959 è stato per lui un anno di successo: ha vinto infatti altri tre titoli italiani e ha preso parte ai Giochi del Mediterraneo di Beirut dove ha conquistato tre medaglie d'oro, nei 100 m stile libero e nelle due staffette, per poi partecipare alle Universiadi di Torino dove è stato ancora oro nelle staffette e bronzo nei 100 m stile libero. Ha concluso la sua carriera da nuotatore nella primavera del 1960 senza disputare le gare dei Giochi olimpici di Roma.

## Palmarès

### Palmarès da pallanuotista
- Giochi olimpici

1956 Melbourne -  Australia: 4º in classifica finale, 2 vittorie e 3 sconfitte nel girone finale
- Campionati europei

1958 Budapest -  Ungheria: 4º in classifica finale, 4 vittorie e 2 sconfitte
- Giochi del Mediterraneo

1955 Barcellona -  Spagna:  Oro, 3 vittorie 0 sconfitte

### Palmarès da nuotatore
| Giochi olimpici          | 100 m st. libero         | 4×200 m st. libero               | 4×100 m mista                 |
| 1956 Melbourne Australia | elim. in semifinale 58"8 | ---                              | ---                           |
| Campionati europei       | 100 m st. libero         | 4×200 m st. libero               | 4×100 m mista                 |
| 1958 Budapest Ungheria   | Oro 56"3                 | Argento: 8'41"2 frazione: 2'03"9 | Bronzo: 4'21"9 frazione: 56"0 |
| Giochi del Mediterraneo  | 100 m st. libero         | 4×200 m st. libero               | 4×100 m mista                 |
| 1959 Beirut Libano       | Oro 57"2                 | Oro: 8'50"0 :                    | Oro: 4'27"1 :                 |
| Universiade              | 100 m st. libero         | 4×200 m st. libero               | 4×100 m mista                 |
| 1959 Torino Italia       | Bronzo 58"0              | Oro: 8'53"1 :                    | Oro: 4'20"4 :                 |

#### Campionati italiani
6 titoli individuali e 2 in staffette, così ripartiti:
- 5 nei 100 m stile libero
- 1 nei 200 m stile libero
- 2 nella staffetta 4×200 m stile libero

nd = non disputata
| Anno | Edizione    | st.libero 100 m | st.libero 200 m | st. libero 4×200 m |
| ---- | ----------- | --------------- | --------------- | ------------------ |
| 1953 | Estivi      | -               | -               | 3                  |
| 1954 | Primaverili | 3               | nd              | nd                 |
| 1955 | Estivi      | -               | -               | 3                  |
| 1956 | Primaverili | 2               | nd              | -                  |
| 1957 | Estivi      | 1               | -               | -                  |
| 1958 | Primaverili | 1               | nd              | 2                  |
| 1958 | Estivi      | 1               | 1               | 2                  |
| 1959 | Primaverili | 1               | nd              | 2                  |
| 1959 | Estivi      | 1               | -               | 1                  |
| 1960 | Primaverili | -               | -               | 1                  |